# Florencia Peña
María Florencia Peña (Buenos Aires, 7 novembre 1974) è un'attrice argentina.
Ha anche lavorato come commediante e presentatrice televisiva. Ha iniziato la sua carriera a 4 anni con il programma Festilindo; è sposata con il musicista Mariano Otero, e hanno due figli.

## Filmografia
- Ángel, la diva y yo (1999)
- ¿Y dónde está el bebé? (2002)
- Chicken Little (2005) (voce)
- Chile 672 (2006)
- Dormir al sol (2009)
- El Potro, lo mejor del amor , regia di Lorena Muñoz (2018)

### Televisione
- Festilindo (1979)
- Clave de Sol (1989)
- Nosotros y los otros (1989)
- Son de Diez (Canal 13) (1992)
- Regalo del Cielo (1993)
- Sueltos (1996)
- De corazón (1997-1998)
- La Nocturna (1998-1999)
- Verano del '98 (1998-2000)
- Chabonas (2000)
- Tiempo final (2000-2002)
- Luna salvaje (2001)
- Poné a Francella (2001-2002)
- ¿Quién es Alejandro Chopi? (2002)
- Disputas (2003)
- La Banda de Cantaniño en Telefe (Telefe) (2003)
- El show de la tarde (2004)
- La niñera (2004-2005)
- Casados con Hijos (2005-2007) (Telefe)
- Hechizada (2007) (Telefe)
- Una de dos (2008)
- Viaje de Locos (2009) (Telefe)
- Botineras (2009-2010)
- Viudas e hijos del rock and roll (2014-2015)
- Bailando por un sueño (2016 - 2019)[1]

## Teatro
Los monólogos de la vagina (I monologhi della vagina), Grease, Blancanieves (Biancaneve), Confesiones de mujeres de 30, Mamá es una estrella, Shakespereando, De carne somos,  Desangradas en glamour, Sweet Charity, etc.

## Premi
- Premio Martín Fierro
  - 2002
  - 2006
- Premio ACE
  - 2007